# Liste der Biografien/Jane
Liste der Biografien |
Portal Biografien |
Personensuche
# |
A |
B |
C |
D |
E |
F |
G |
H |
I |
J |
K |
L |
M |
N |
O |
P |
Q |
R |
S |
T |
U |
V |
W |
X |
Y |
Z |
?
 
Ja |
Jb |
Jd |
Je |
Jh |
Ji |
Jj |
Jl |
Jn |
Jm |
Jo |
Jp |
Jr |
Js |
Jt |
Ju |
Jv |
Jw |
Jy
 
Jaa |
Jab |
Jac |
Jad |
Jae |
Jaf |
Jag |
Jah |
Jai |
Jaj |
Jak |
Jal |
Jam |
Jan |
Jao |
Jap |
Jaq |
Jar |
Jas |
Jat |
Jau |
Jav |
Jaw |
Jax |
Jay |
Jaz
 
Jana |
Janb |
Janc |
Jand |
Jane |
Jang |
Janh |
Jani |
Janj |
Jank |
Janm |
Jann |
Jano |
Janr |
Jans |
Jant |
Janu |
Janv |
Jany |
Janz
Die Liste der Biografien führt alle Personen auf, die in der deutschsprachigen Wikipedia einen Artikel haben. Dieses ist eine Teilliste mit 109 Einträgen von Personen, deren Namen mit den Buchstaben „Jane“ beginnt.

## Jane
- Jane, Cory (* 1983), neuseeländischer Rugby-Union-Spieler
- Jane, Emma (* 1991), deutsche Schauspielerin
- Jane, Fred T. (1865–1916), britischer Seekriegshistoriker
- Jane, Jesse (* 1980), US-amerikanische Pornodarstellerin
- Jane, Maddi (* 1998), US-amerikanische Sängerin
- Jane, Natalie (* 2004), US-amerikanische Popsängerin
- Jane, Refiloe (* 1992), südafrikanische Fußballspielerin
- Jane, Sunny (* 1991), lesothischer Fußballspieler
- Jane, Thomas (* 1969), US-amerikanischer SchauspielerThomas Jane (* 1969)

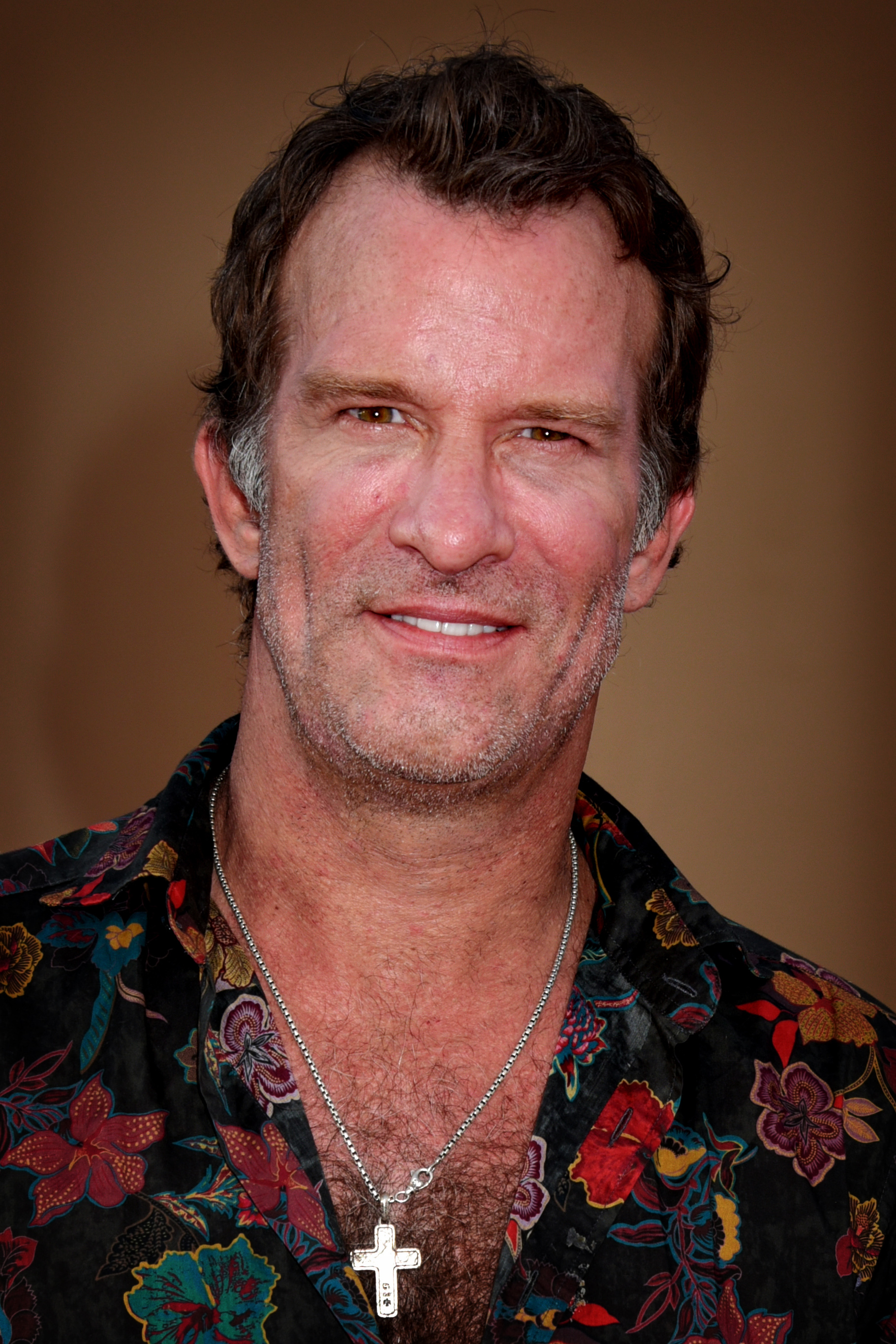
Thomas Jane (* 1969)

### Janeb
- Janeba, Alfred (1869–1951), deutscher Politiker (Zentrum), MdR
- Janeba, Eckhard (* 1965), deutscher Ökonom und Hochschullehrer

### Janec
- Janecek, Dieter (* 1976), deutscher Politiker (Bündnis 90/Die Grünen), MdB
- Janecek, Friedel (1905–1980), deutscher Politiker (KPD), MdL Rheinland-Pfalz
- Janecek, Johann (1881–1932), österreichischer Metallarbeiter und Politiker (SDAP), Landtagsabgeordneter, Abgeordneter zum Nationalrat
- Janeček, Karel (1903–1974), tschechischer Komponist, Musikpädagoge und -theoretiker
- Janeček, Ota (1919–1996), tschechischer Zeichner, Maler, Graphiker und Hersteller keramischer Kunsterzeugnisse
- Janecka, Allen (1949–2003), US-amerikanischer Mörder
- Janečka, Marek (* 1983), slowakischer Fußballspieler
- Janecke, Christian (* 1964), deutscher Kunsthistoriker
- Jänecke, Ernst (1875–1957), deutscher Chemiker
- Jänecke, Karl (1888–1935), deutscher Sozialdemokrat und NS-Hinrichtungsopfer
- Jänecke, Louis (1878–1960), deutscher Bauingenieur, Baubeamter und Hochschullehrer für Eisenbahnwesen
- Jänecke, Max (1869–1912), deutscher Buchhändler, Druckereibesitzer und Politiker (NLP), MdR
- Jänecke, Walther (1888–1965), deutscher Zeitungsverleger und Politiker
- Jänecke, Wilhelm (1872–1928), deutscher Architekt und preußischer Baubeamter
- Janecki, Marcelli (1855–1899), preußischer Offizier und Genealoge
- Janečková, Ivana (* 1984), tschechische Skilangläuferin
- Janečková, Kateřina (* 1983), tschechische Schauspielerin
- Janečková, Patricia (1998–2023), tschechische Sängerin (Sopran)Patricia Janečková (1998–2023)

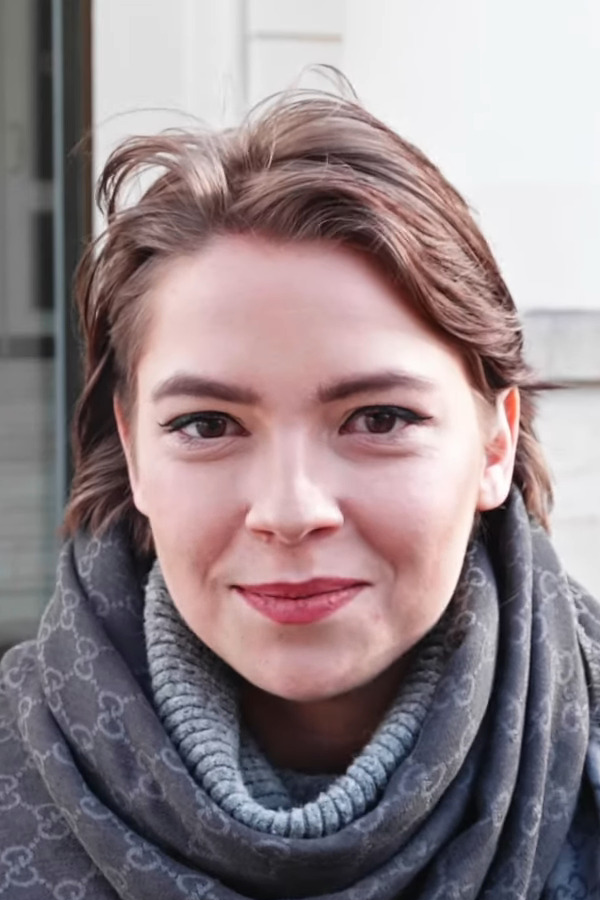
Patricia Janečková (1998–2023)

- Janecký, Otakar (* 1960), tschechischer Eishockeyspieler
- Janeczek, Bernhard (* 1992), österreichischer Fußballspieler
- Janeczek, Christian (* 1976), deutscher Rechtsanwalt
- Janeczek, Helena (* 1964), italienische Schriftstellerin
- Janeczka, Herbert (1904–1988), österreichischer Tontechniker

### Janef
- Janeff, Janko (1900–1945), bulgarischer Dichter und Philosoph

### Janeg
- Janega, Eleanor, amerikanische Historikerin für mittelalterliche Geschichte, Autorin und Moderatorin

### Janek
- Janek, Jürgen (* 1964), deutscher Physikochemiker und Universitätsprofessor in Gießen
- Janek, Klaus (* 1969), italienischer Kontrabassist und Komponist

### Janel
- Janelli, Carl (1927–2018), US-amerikanischer Jazzmusiker
- Janelt, Vitaly (* 1998), deutscher FußballspielerVitaly Janelt (* 1998)

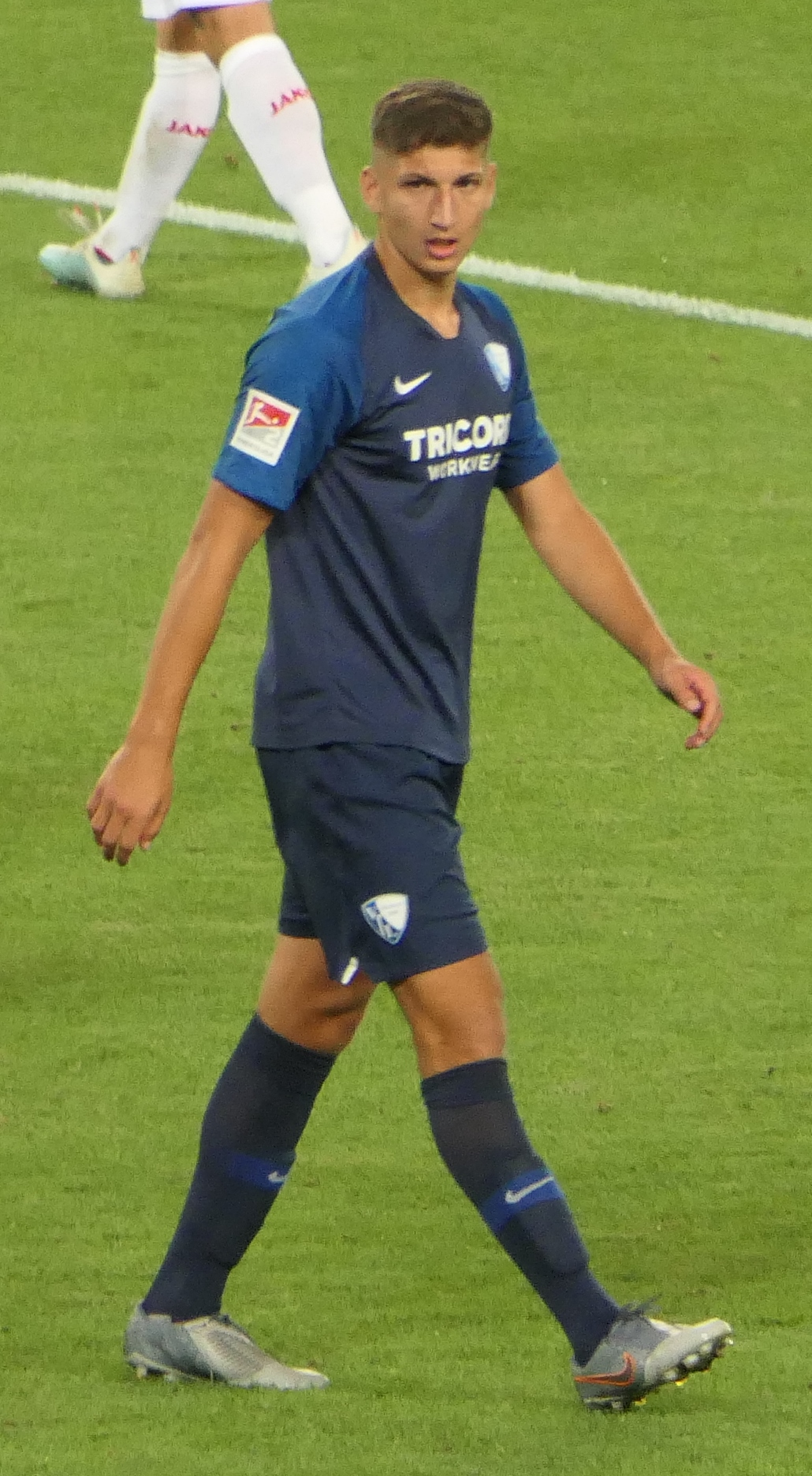
Vitaly Janelt (* 1998)

### Janem
- Janemar, Halle (1920–2016), schwedischer Radrennfahrer und Eisschnellläufer

### Janen
- Jänen, Noah (* 2004), deutscher Basketballspieler
- Janensch, Erika (1891–1961), deutsche Kindergärtnerin, Jugendleiterin, Wohlfahrtspflegerin und Seminarleiterin
- Janensch, Gerhard (1860–1933), deutscher Bildhauer und Medailleur
- Janensch, Werner (1878–1969), deutscher Paläontologe, Geologe und Forschungsreisender
- Janentzky, Christian (1886–1968), deutscher Literaturwissenschaftler und Bibliotheksdirektor

### Janep
- Janepob Phokhi (* 1996), thailändischer Fußballspieler

### Janeq
- Janequin, Clément († 1558), französischer Komponist

### Janer
- Janer Anglarill, Ana María (1800–1885), spanische Selige
- Janer, Jaime (1900–1941), spanischer Radrennfahrer
- Janer, Maria de la Pau (* 1966), spanische Schriftstellerin
- Janerand, Daniel du (1919–1990), französischer Maler
- Janerka, Lech (* 1953), polnischer Rockmusiker, Sänger, Bassist und Komponist
- Janert, Heinz (1897–1973), deutscher Bodenkundler

### Janes
- Janes, Dominic (* 1994), US-amerikanischer Filmschauspieler
- Janes, Henry Fisk (1792–1879), US-amerikanischer Politiker
- Janes, Leroy Lansing (1838–1909), US-amerikanischer Pädagoge, der in Japan wirkte
- Janes, Paul (1912–1987), deutscher Fußballspieler und -trainer
- Janes, Roland (1933–2013), US-amerikanischer Rockabilly-Musiker
- Janesch, Albert (1889–1973), österreichischer Porträt- und Genremaler
- Janesch, Heidrun (* 1959), rumänisch-deutsche Handballspielerin
- Janesch, Josef (1813–1873), österreichischer Verwaltungsjurist und Politiker, Landtagsabgeordneter
- Janesch, Sabrina (* 1985), deutsche Schriftstellerin
- Janeschitz, Thomas (* 1966), österreichischer Fußballspieler und -trainer
- Janeska, Monika (* 1993), nordmazedonische Handballspielerin

### Janet
- Janet, Charles (1849–1932), französischer Ingenieur, Fabrikdirektor, Erfinder, Entomologe und Chemiker
- Janet, Maurice (1888–1983), französischer Mathematiker
- Janet, Paul (1823–1899), französischer Philosoph
- Janet, Paul (1863–1937), französischer Physiker
- Janet, Pierre (1859–1947), französischer Philosoph, Psychiater und PsychotherapeutPierre Janet (1859–1947)

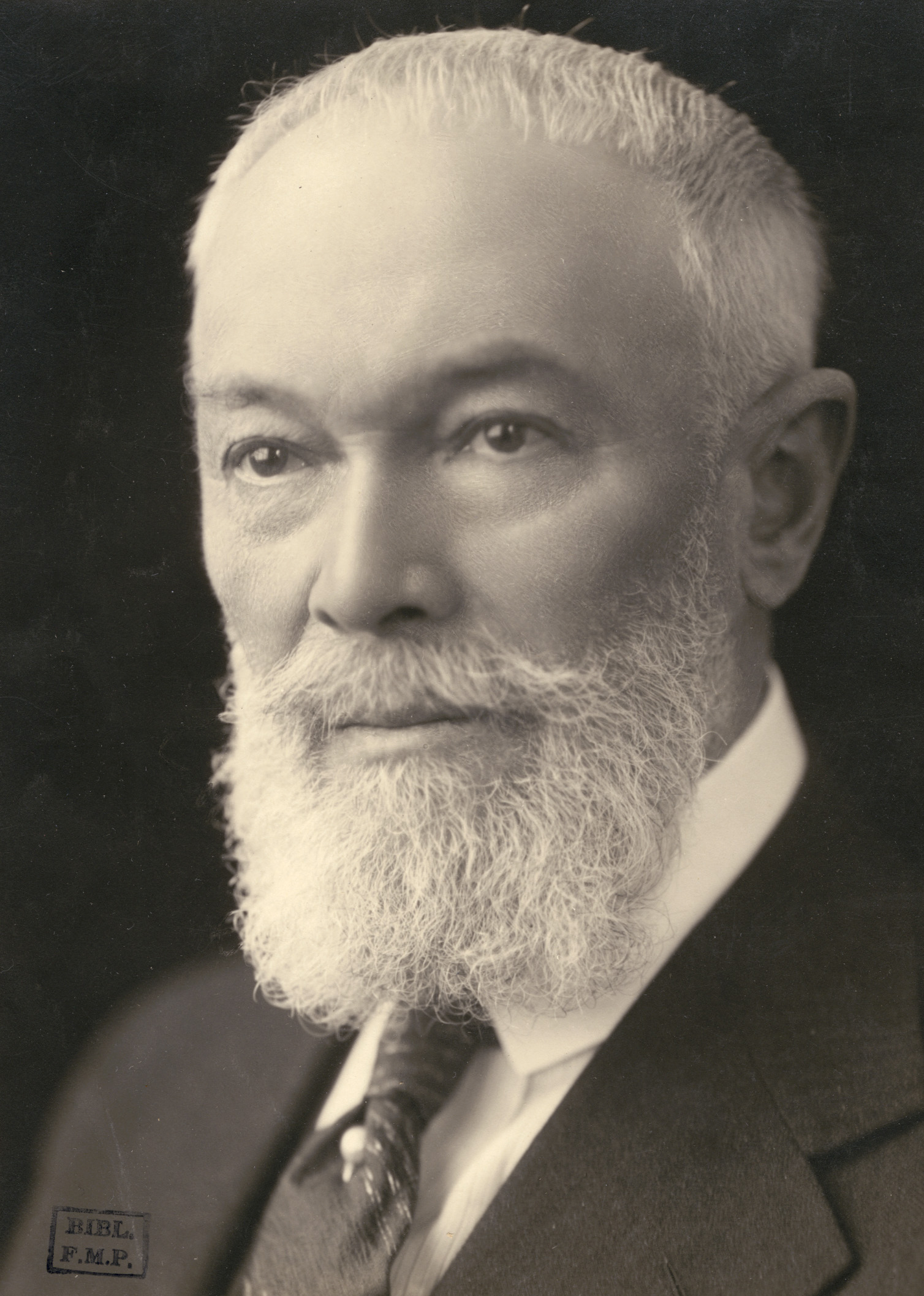
Pierre Janet (1859–1947)

- Janet, Roberto (* 1986), kubanischer Hammerwerfer
- Janetschek, Albert (1925–1997), österreichischer Pädagoge und Schriftsteller
- Janetschek, Heinz (1913–1997), österreichischer Zoologe
- Janetschek, Ottokar (1884–1963), österreichischer Bahninspektor und Schriftsteller
- Janett, Curdin (* 1953), Schweizer Volks- und Jazzmusiker
- Janett, Domenic (* 1949), Schweizer Musiklehrer, Komponist, Klarinetten- und Saxophonspieler
- Janett, Georg (1937–2014), Schweizer Filmeditor und Drehbuchautor
- Janett, Johannes (1729–1803), Schweizer reformierter Pfarrer
- Janett, Niculin (* 1989), Schweizer Jazz- und Volksmusiker (Saxophon, Komposition)
- Janett, Paul (1810–1889), Schweizer Jurist, Kameralist und Politiker
- Janett, Urs (* 1976), Schweizer Politiker (FDP), Landammann von Uri
- Janetz, Urs Peter (* 1969), deutscher Autor
- Janetzke-Wenzel, Dorothee (* 1953), deutsche Diplomatin
- Janetzki, Alfred (1880–1977), preußischer Landrat
- Janetzki, Jürgen (1943–2009), deutscher Verleger
- Janetzki, Ulrich (* 1948), deutscher Literaturwissenschaftler
- Janetzko, Christoph (* 1951), deutscher Filmregisseur
- Janetzko, Franziska (* 1984), deutsche Schauspielerin
- Janetzko, Stephen (* 1966), deutscher Kinderliedermacher und Autor
- Janetzky, Irene (1914–2005), belgische Journalistin und Pionierin des belgischen Rundfunks
- Janetzky, Kurt (1906–1994), deutscher Hornist

### Janev
- Janev, Ratko (1939–2019), jugoslawischer bzw. mazedonischer Atomphysiker
- Janevski, Slavko (1920–2000), mazedonischer Schriftsteller
- Janevski, Vlado (* 1960), mazedonischer Sänger

### Janew
- Janew, Alexandar (* 1953), bulgarischer Sprinter
- Janew, Kosta (* 1983), bulgarischer Fußballspieler
- Janew, Krum (1929–2012), bulgarischer Fußballspieler
- Janew, Stefan (* 1960), bulgarischer Offizier und Ministerpräsident
- Janewa, Elisara (* 2007), bulgarische Tennisspielerin
- Janewa, Krystana (1914–1944), bulgarische Widerstandskämpferin gegen den Nationalsozialismus
- Janeway, Charles (1943–2003), US-amerikanischer Immunologe, Hochschullehrer in Yale
- Janeway, David (* 1955), US-amerikanischer Jazzpianist
- Janewski, Stanislaw (* 1985), bulgarischer SchauspielerStanislaw Janewski (* 1985)

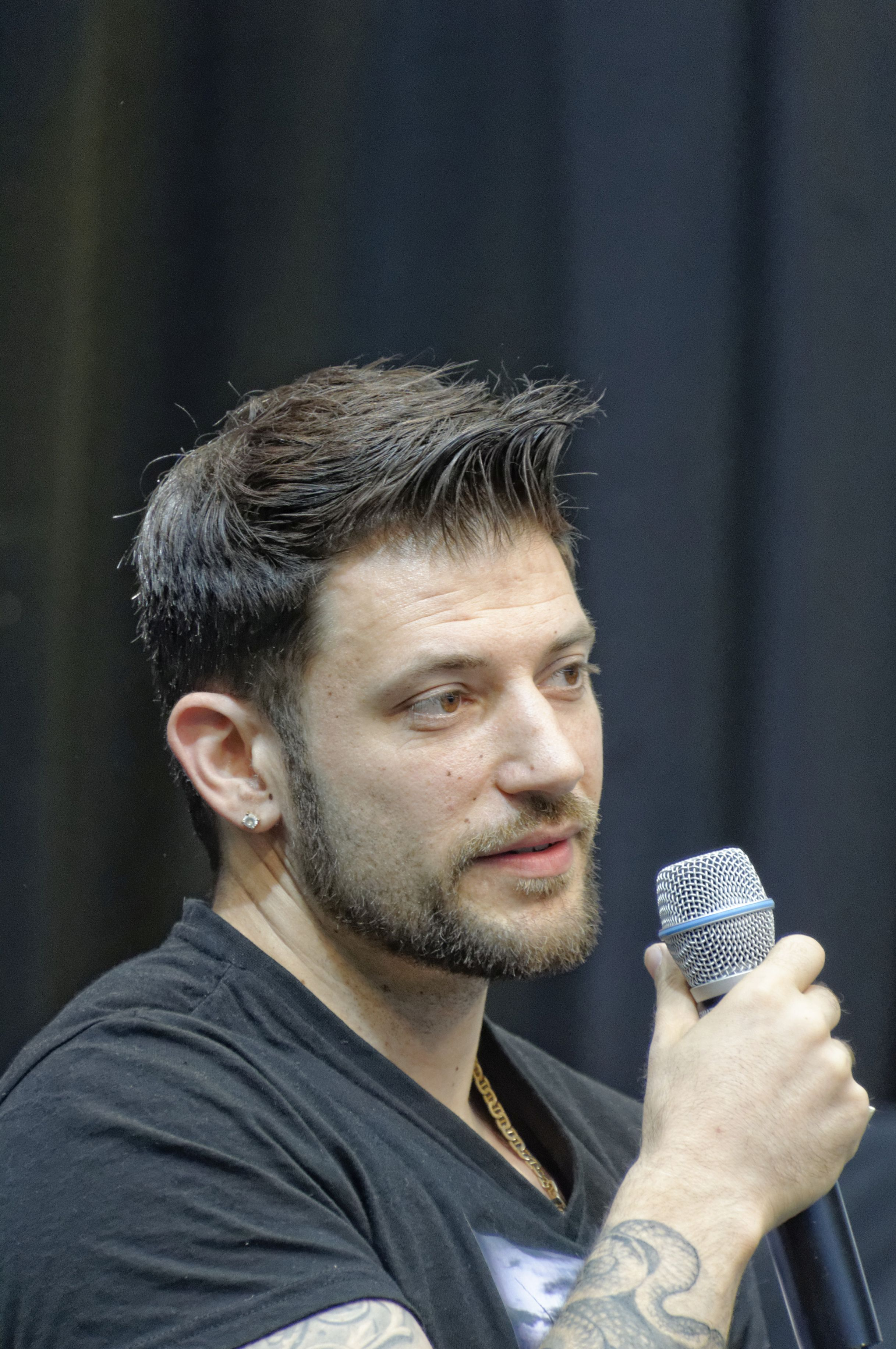
Stanislaw Janewski (* 1985)

### Janey
- Janey, Kim (* 1965), amerikanische Politikerin, Bürgermeisterin von Boston

### Janez
- Janez, Grigori Wladimirowitsch (* 1948), sowjetischer Fußballspieler
- Janež, Korina (* 2004), slowenische Fußballspielerin
- Janežič, Anton (1828–1869), slowenischer Philologe
- Janežič, Luka (* 1995), slowenischer Leichtathlet
- Janezic, Ronald (* 1968), österreichischer Hornist